# Jozef Hanula
Jozef Hanula (ur. 6 kwietnia 1863 r. w Liptowskich Sliaczach, zm. 22 sierpnia 1944 r. w Spiskiej Nowej Wsi) – słowacki artysta malarz.
Jego twórczość zaliczana jest do nurtu tzw. krytycznego realizmu. Zajmował się również malarstwem dekoracyjnym, głównie sakralnym (szereg polichromii w kościołach Liptowa).